# Oscar Rabbethge
Oscar Rabbethge (* 16. Dezember 1880 in Klein Wanzleben; † 22. Januar 1965 in Einbeck)  war ein deutscher Zuckerindustrieller.

## Familie
Oscar Rabbethge gehörte zu einer Familie von Zuckerfabrikanten. Sein Großvater war Matthias Rabbethge, sein Vater Carl Rabbethge, der Namensgeber der Carl Rabbethge & Comp. oHG – Zuckerfabrik und Landwirtschaft in Einbeck. Seine Brüder waren Erich Rabbethge und Otto Rabbethge. Sein Schwiegersohn war Carl-Ernst Büchting.

## Leben
Nach dem Abitur am Realgymnasium in Goslar studierte Oscar Rabbethge  an den Universitäten Tübingen, Straßburg, Berlin und Basel Chemie. 1901 wurde er Mitglied des Corps Palatia Straßburg. In Basel wurde er 1904 zum Dr. phil. promoviert. Nach dem Studium war er als Zuckerchemiker und Landwirt tätig. Von 1910 bis 1950 war er Vorstandsmitglied der Zuckerfabrik Klein Wanzleben vorm. Rabbethge & Giesecke AG und von 1951 bis 1965 Aufsichtsratsvorsitzender der Gesellschaft, die nunmehr den Namen Kleinwanzlebener Saatzucht vormals Rabbethge & Giesecke AG trug.
Rabbethge war Aufsichtsratsmitglied der Deutschen Kredit- und Handelsgesellschaft AG in Berlin, der Kant Schokoladenfabrik AG in Wittenberg und der Fa. Gebr. Allendorff GmbH in Schönebeck an der Elbe. 1935 erbte er von seinem kinderlos verstorbenen Bruder Otto die Firme Carl Rabbethge & Co.
Im Ersten Weltkrieg war er Rittmeister der Reserve im Dragonerregiment Nr. 16.

## Auszeichnungen
- Eisernes Kreuz II. und I. Klasse
- Verwundetenabzeichen
- Ehrendoktorwürde eines Dr. agr. h. c. der Universität Göttingen, 1950
- Großes Bundesverdienstkreuz, 1955